# Le Midi bouge

Le Midi bouge est un recueil de contes en français de l'écrivain provençal Paul Arène (1843-1896), publié en 1895. Son titre renvoie à une chanson de marche de la guerre franco-allemande de 1870.
Le recueil contient trente-deux contes, précédés d'une introduction :
- Le Jambon du sieur Anseaume
- Le Tambour de Roquevaire
- Rentrée de savant
- Le Gabien
- L'Oncle Sambuq
- L'Île déserte
- Fantaisie anthropophagique
- Les Œufs à la coque
- Les Bons Juges
- Pauvre Parrain !
- Le Lièvre
- Un Philosophe
- Les Trois Orfèvres
- La Sérénade
- Biscot des trois femmes
- Mariage de raison
- L'Homme de Gusta
- Le Glas du lanternier
- Le Bon Chasseur
- La Mort de l'isard
- L'Agachon
- Le Déserteur
- Le Vaillant Petit Bossu
- Philémon et Baucis
- Intérieur bourgeois
- Froid de loup
- La Fin d'un sage
- Le Meneur des femmes
- Monaco capitale de l'Europe
- L'Auberge du diable
- Les Regrets de Farfantelot
- Les Ânes de Piégut.

## Édition
- Le Midi bouge, Paris, Flammarion, Collection Les auteurs gais, 1895[3].